# Fundi
Die Bezeichnung Fundis (umgangssprachlich für Fundamentalisten) wurde als innerparteilicher Kampfbegriff in der westdeutschen Partei Die Grünen in den 1980er und frühen 1990er Jahren benutzt. Als Fundis bezeichnete die Strömung der Realos um Joschka Fischer ihre innerparteilichen Widersacher, die im Unterschied zu den Realos einer Regierungsbeteiligung kritisch gegenüberstanden. Diese bezeichneten sich selbst als Radikalökologen (Jutta Ditfurth). Die Parteilinken um Rainer Trampert und Thomas Ebermann, welche teilweise aus dem Kommunistischen Bund oder vom antirevisionistischen Flügel der Jusos kamen, bezeichneten sich als Ökosozialisten. Später ging der Begriff in den allgemeinen Sprachgebrauch über und bezeichnete all jene innerhalb der Partei Die Grünen, die systemkritische, antikapitalistische und pazifistische Positionen vertraten oder an Prinzipien wie der Trennung von Amt und Mandat und dem Rotationsprinzip festhielten.
Erstmals wurde der Begriff bei den Auseinandersetzungen innerhalb des Landesverbandes der Grünen in Hessen um eine Zusammenarbeit mit der SPD nach den Landtagswahlen 1982 gebraucht. Die Grünen zogen mit 8,0 % der Stimmen in den Landtag ein, in dem weder die SPD noch die CDU über eine eigene Mehrheit verfügten („Hessische Verhältnisse“). In ihrem Landtagswahlprogramm hatten Die Grünen eine „Fundamentalopposition gegen die lebensfeindliche und undemokratische Politik von SPD, CDU und FDP“ angekündigt. Diejenigen, die deshalb eine Koalition mit der SPD ablehnten, wurden als Fundis bezeichnet. Aus den innerparteilichen Auseinandersetzungen gingen die Realos als Sieger hervor. Einer mehrjährigen Tolerierung einer SPD-Minderheitsregierung folgte am 12. Dezember 1985 die Bildung der ersten Landesregierung unter Beteiligung der Grünen. Umweltminister wurde Joschka Fischer.
Auf ihrer Bundesversammlung am 22./23. Juni 1985 in Hagen stellten Die Grünen erstmals auf einer Bundesversammlung fest, dass sie auch eine Regierungsbeteiligung auf Bundesebene für möglich halten:

„Gegenüber Teilen des fundamentalistischen Flügels stellt die Bundesversammlung fest: Für DIE GRÜNEN gehört die gesamte Bandbreite parlamentarischer Möglichkeiten von der Opposition bis zur Alleinregierung zu den selbstverständlichen Handlungsmöglichkeiten unserer parlamentarischen Arbeit. Eine freiwillige Selbstbeschränkung auf Opposition lehnen wir ab … Gegenüber Teilen des realpolitischen Flügels stellt die Bundesversammlung fest: Das Streben nach Macht um nahezu jeden Preis als angebliche Schicksalsfrage der GRÜNEN ist … für die auf grundlegende Veränderung der Gesellschaft zielende Politik der GRÜNEN nicht akzeptabel.“

Ende der 1980er Jahre ging auch ein Teil der Parteilinken innerhalb der Grünen, der eine Regierungsbeteiligung nicht ausschließen wollte, im Linken Forum auf Distanz zu einer Ablehnung einer Regierungsbeteiligung, darunter etwa der spätere Staatsminister im Auswärtigen Amt Ludger Volmer und der spätere Chefredakteur des Neuen Deutschlands, Jürgen Reents.
Prominente Vertreter der Ökosozialisten um Rainer Trampert und Thomas Ebermann verließen 1990 die Partei, die Radikalökologen um Jutta Ditfurth 1991. Eine gemeinsame Organisierung kam dabei nicht zustande. Ditfurth gründete die Ökologische Linke, in Hamburg entstand eine Alternative Liste. In beiden organisierte sich nur ein Teil der bisherigen Fundis, andere gingen zur Partei des Demokratischen Sozialismus (PDS). Viele ehemalige linke Grüne beteiligten sich von 1989 bis 1991 an dem von der Zeitschrift konkret initiierten Versuch, ein neues linksradikales Sammlungsprojekt zu schaffen. Zu dieser Radikalen Linken gehörten damals die Vereinigte Sozialistische Partei (VSP), Teile der Autonomen, Antifa-Gruppen, Kommunistischer Bund (KB), Ökosozialisten und Radikalökologen. Das Bündnis zerbrach 1991 an verschiedenen Streitfragen, darunter dem Verhältnis zu Israel.
In der Gegenwart hat die Bezeichnung Fundi bei den innerparteilichen Auseinandersetzungen bei Bündnis 90/Die Grünen an Bedeutung verloren, weil eine Regierungsbeteiligung nicht mehr grundsätzlich umstritten ist, Prinzipien wie die Trennung von Amt und Mandat oder die Rotation an Bedeutung verloren haben und Fundis im ursprünglichen Sinn in der Partei nicht mehr wahrnehmbar vertreten sind.
Dagegen taucht die Bezeichnung Fundi mit analoger Bedeutung wie bei den Grünen inzwischen zur Beschreibung eines innerparteilichen Flügels der Partei Die Linke auf. Der Begriff des Fundamentalismus wird in der politischen Diskussion häufig in anderer Bedeutung benutzt.